# Albert Cäsar Kalkowski
Albert Cäsar Kalkowski (ur. 12 stycznia 1856 w Złotorii – zm. 12 stycznia 1921) – burmistrz Poznania (1885), członek rady krajowej (Landesrat).
Mieszkał przy Louisenstrasse 16 (ul. Skarbowa, obecnie ul. Taczaka i Taylora) w Poznaniu.
Od 1885 żonaty z Caroline Susanne Marthą Weicher z którą miał synów: Otto Conrada Kalkowskiego (ur. 4 czerwca 1887 w Poznaniu) i Heinricha Waltera Kalkowskiego (ur. 16 sierpnia 1890 w Poznaniu).
W 1885 pełnił funkcję II burmistrza Poznania.
W 1889 był przewodniczącym Verein für Ferienkolonien (Stowarzyszenie Kolonii Letnich, założone w 1881 w Poznaniu).